# عودة غودزيلا
عودة غودزيلا (باليابانية: シン・ゴジラ) فيلم وحوش ياباني تابع لسلسلة غودزيلا، صدر عام 2016.

## القصة
يقوم خفر السواحل الياباني بالتحقيق في يخت مهجور في خليج طوكيو ، ولكن يتم تدمير قاربهم وخليج طوكيو أكوا لاين .
وبعد أن شاهد نائب رئيس مجلس الوزراء الياباني راندو ياغوتشي شريط فيديو يظهر المنطقة، ينظر أن الحادث كان ناجما عن مخلوق حي.
تم رفض نظريته في البداية ولكن أكد لاحقا عندما تظهر تقارير إخبارية ذيل هائل الخروج من المحيط.
يتحرك المخلوق المائي الضخم عبر الأنهار.
بعد التشاور مع الخبراء، يؤكد رئيس الوزراء الياباني للجمهور أن المخلوق غير قادر على الوصول إلى الأرض بسبب وزنه،
ولكنه يجعل الأرض في الواقع دماراً.
المخلوق يتحرك عبر المدينة، تاركا طريق الدمار والعديد من الضحايا المدنيين.

## روابط خارجية
- عودة غودزيلا على موقع IMDb (الإنجليزية)
- عودة غودزيلا على موقع ميتاكريتيك (الإنجليزية)
- عودة غودزيلا على موقع روتن توميتوز (الإنجليزية)
- عودة غودزيلا على موقع نتفليكس (الإنجليزية)
- عودة غودزيلا على موقع قاعدة بيانات الأفلام العربية
- عودة غودزيلا على موقع ألو سيني (الفرنسية)
- عودة غودزيلا على موقع Turner Classic Movies (الإنجليزية)
- عودة غودزيلا على موقع أول موفي (الإنجليزية)
- عودة غودزيلا على موقع بوكس أوفيس موجو (الإنجليزية)
- عودة غودزيلا على موقع فيلمافينيتي (الإسبانية)